# Rimavské Zalužany
Rimavské Zalužany (hongrois : Rimazsaluzsány) est un village de Slovaquie situé dans la région de Banská Bystrica.

## Histoire
La première mention écrite du village date de 1362.

## Démographie

### Évolution de la population
| Année:               | 1994. | 2004.    | 2014.   | 2024.   |
| -------------------- | ----- | -------- | ------- | ------- |
| Nombre de personnes: | 377   | 324      | 340     | 339     |
| Différence:          |       | -14,05 % | +4,93 % | -0,29 % |

| Année:               | 2023. | 2024.   |
| -------------------- | ----- | ------- |
| Nombre de personnes: | 338   | 339     |
| Différence:          |       | +0,29 % |